# Johan Swinnen (Agrarwissenschaftler)
Johan F. M. Swinnen (* 1962) ist ein belgischer Agrarökonom. Er ist Professor für Entwicklungsökonomie an der Katholieke Universiteit Leuven.

## Leben
Swinnen studierte Agrarwissenschaften an der K.U. Leuven (M.Sc., 1985) und promovierte 1992 an der Cornell University. Von 1992 bis 1997 war er wieder in Leuven, von 1998 bis 2000 war er Berater der Europäischen Kommission zu Agrarpolitik, Agrarhandel und Osteuropa. Seitdem ist er wieder Professor an der K.U. Gastprofessor war Swinnen an der Facultés universitaires Notre-Dame de la Paix, der Slowakischen Landwirtschaftlichen Universität Nitra, der Cornell University, der Stanford University, SciencesPo, der Universität Helsinki, dem Wye College und dem Mediterranean Agronomic Institute.

## Arbeit
Swinnen arbeitet auf den Gebieten Entwicklungsökonomie, Agrarökonomie und Handelspolitik.